# Laktobacillus védőoltás
A laktobacillus védőoltások a bakteriális vaginózis és a trichomoniázis kezelésére és megelőzésére szolgáló védőoltások. A vakcinák hatóanyaga olyan specifikus, elölt laktobacillustörzsek szuszpenziójának keveréke, melyek nem képesek a hüvely nyálkahártyájának domináns kolonizációjára, a hüvelyi kórokozók kordában tartására. A vakcinákban szereplő törzseket trichomonasos és bakteriális hüvelygyulladásokat kísérő laktobacillusflórából tenyésztették ki. A védőoltások szisztémás és hüvelyi mukozális immunitást alakítanak ki az elégtelen védelmi funkciójú laktobacillustörzsekkel szemben: a klinikai hatásossággal korrelációban álló specifikus ellenanyagok termelődése kimutatható mind szérumból, mind a hüvelyváladékból. Az immunstimuláció hatására a kórokozókkal szemben alacsony ellenállóképességű laktobacillustörzsek visszaszorulnak, normál hüvelyi laktobacillusflóra alakul ki, mely védelmet nyújt a patogén mikroorganizmusokkal szemben. A nyolcvanas évek eleje óta két különböző összetételű, törzskönyvezett, vényköteles laktobacillus védőoltás került kereskedelmi forgalomba. A Gynevac kereskedelmi néven forgalmazott, magyar gyártmányú, ma már nem kapható vakcina öt törzset tartalmazott. А Gynatren (korábban SolcoTrichovac) nevű, német gyártmányú vakcina, valamint a vele azonos összetételű, szerb gyártmányú Lactovakcina-Torlak nyolc, az előzőektől különböző törzset tartalmaz.

## Orvosi felhasználása
A laktobacillus vakcinák terápiás indikációja és elsődleges felhasználási területe a bakteriális vaginózis és a trichomoniázis kezelése, helyi vagy szisztémás antimikrobiális gyógyszeres kezelést kísérő kiegészítő terápiája, illetve a recidívák és reinfekciók megelőzése. Másodsorban olyan kórképekben alkalmazzák, melyekben (krónikus) hüvelyi fertőzés húzódik meg az előtérben álló panaszok mögött. Ilyen alkalmazási területet jelent a felszálló nőgyógyászati gyulladások, a meddőség, az ismétlődő spontán vetélés, a koraszülés, a krónikus húgyúti fertőzések és a méhnyak-diszpláziák egyes eseteinek kiegészítő kezelése és megelőzése.

### Hatásossága

#### Bakteriális vaginózis
Helge Rüttgers, a Heidelbergi Egyetemi Női Klinika főorvosa randomizált, kettős vak, placebóval kontrollált kísérletben 192 nagyrészt krónikus bakteriális vaginózisban szenvedő nőbetegen vizsgálta a Gynatren laktobacillus vakcináció hatékonyságát a reinfekciók megelőzésében. Valamennyi beteg hüvelyi tetraciklin-amfotericin B kezelésben részesült. A véletlenszerűen kiválasztott 95 nőből álló verum csoportban az antimikrobiális kezelést Gynatren-vakcináció egészítette ki, míg 97 nőbeteg placebóval lett beoltva. Egy hónappal a kezelés megkezdését követően a Gynatrennel kezelt nők 85%-a, míg a placebót kapott nők 83%-a tünetmentes és klinikailag gyógyult volt (a hatfokozatú Jirovec-skálán az I. tisztasági fokozatba tartozó hüvelyflórát mutatott). Három hónappal a terápia megkezdését követően 78% volt a gyógyultak aránya a Gynatren-csoportban és 60% a placebó-csoportban. Hat hónappal a kezdést követően 76% valamint 40%, és végül 12 hónappal a kezelés kezdetét követően 75% és 37% volt továbbra is gyógyult a verum- illetve placebo-csoportban.
Egy további tanulmányban Rainer Boos és Helge Rüttgers az egyedüli terápiás módszerként alkalmazott SolcoTrichovac vakcináció hatásosságát vizsgálta. A résztvevő 182 bakteriális vaginózisban szenvedő nőbeteg 70%-a krónikus, nagy gyakorisággal visszatérő hüvelyfertőzésekkel küzdött, és előzőleg gyakran hónapokig hüvelyi vagy szájon át szedhető antimikrobiális gyógyszeres kezelésen esett át, sikertelenül. A tanulmány idejére nekik az antimikrobiális terápiák szüneteltetését javasolták. A súlyos tünetekkel járó esetekben polikrezulént adtak hüvelyi alkalmazásra. A laktobacillus vakcinációt megelőzően valamennyi beteg hüvelyflórája II-III. tisztasági fokú volt a Jirovec-skálán (bakteriális vaginózis híg, illetve sűrű/gennyes folyással). Két hónappal a vakcinációt követően a betegek 83%-ának hüvelyflórája normalizálódott (I. tisztasági fok), míg hat hónappal az oltási sorozat befejeztével a betegek 71%-a mutatott továbbra is egészséges hüvelyi környezetet.
A két röviden vázolt tanulmányon kívül még számos további vizsgálat igazolta a laktobacillus vakcinák eredményességét bakteriális vaginózis kezelésében mind terápiás, mind kiegészítő, az újrafertőződések megelőzését célzó módszerként alkalmazva.

#### Trichomoniázis
Mario Litschgi, a Bázeli Egyetem Női Klinikájának főorvosa vizsgálta a SolcoTrichovac laktobacillus vakcina hatásosságát mind a trichomoniázis kezelésében, mind a visszaesések megelőzésében. Az utóbbi vizsgálatot 114 trichomonas-fertőzött nőbeteg részvételével megszervezett randomizált, kettős vak, placebóval kontrollált kísérletben folytatta le. A nők 66%-ának kórtörténetében visszatérő vulvovaginitis szerepelt. Valamennyi nőbeteg és a szexuális partnereik a trichomoniázis hagyományos kezelési módszerének számító szájon át szedhető és/vagy helyi nitroimidazol kezelésben részesült. 61 nőbeteg ezenkívül SolcoTrichovac oltást is kapott, 53 beteg placebóval lett beoltva. A gyógyult betegek között az első oltási alkalmat követő 4 hónapban 39,6% volt a visszaesők aránya a placebo-csoportban, és 2% a SolcoTrichovac-csoportban. A következő megfigyelési időszakban, mely a terápia kezdetét követő 4. hónaptól a 12. hónapig tartott, a placebó-csoport 33,3%-át kellett ismételten szisztémás nitroimidazol terápiában részesíteni visszaesés miatt, míg a verum-csoportban nem volt új visszaeső. John Robert William Harris, a Londoni Egyetem St Mary's Kórháza Praed Utcai Klinikájának igazgató főorvosa ugyanezt a kérdést vizsgálta egy további randomizált, kettős vak, placebó-kontrollált kísérletben 198 fős női betegcsoportban. A szisztémás nimorazol-terápiát kiegészítő kezelés kezdetétől számított 4 héten belül gyógyult betegek közül a placebó-csoport betegeinek 21,6%-a esett vissza a 8 hónapos megfigyelési időszak során, míg a SolcoTrichovac-kal kezelt csoportban 3,1% volt a visszaesők aránya ugyanez idő alatt.
Dragomir Mladenović, a Belgrádi Egyetem Női Klinikájának igazgatója és Radivoj Grčić, ugyanezen intézmény Klinikai Kutatási Osztályának osztályvezetője 1976 és 1978 között kétéves megfigyelési időtartammal vizsgálta a Lactovakcina-Torlak eredményességét a klinika 200 trichomonas-fertőzésben szenvedő nőbetegén. A vizsgálatban résztvevő valamennyi beteg korábban sikertelen szisztémás és helyi trichomonas-ellenes kezelésen esett át. A 7 x 109 fenollal inaktivált baktériumsejtet tartalmazó szuszpenzióból kéthetes időközönként három alkalommal 0,5 ml-t adtak az alkarba, mélyen szubkután vagy intramuszkulárisan. A terápia kezdetén az akut tünetek enyhítésére helyi antiszeptikus, illetve probiotikus kezelést alkalmaztak. A primer vakcinációt egy évvel követően a betegeket emlékeztető oltásban részesítették. A megfigyelési időtartam során 188 beteg, azaz a betegcsoport 94%-a tartósan gyógyult: ők valamennyi kontroll vizsgálaton klinikailag tünetmentesnek mutatkoztak, és a Trichomonas vaginalis tenyészetből a továbbiakban nem volt kimutatható. További tanulmányok igazolták a laktobacillus vakcina hatásosságát trichomonas fertőzés (konvencionális trichomonacid terápiát) kiegészítő kezelésében és a visszaesések számának csökkentésében.

#### Hüvelyi candidiasis
A gombás hüvelygyulladást kiváltó Candida fajok az egészséges nők 60%-ában is előfordulnak kis csíraszámban. A normál hüvelyflóra laktobacillusainak antagonizáló hatása a gombákra kisebb mint a bakteriális kórokozókra, és valószínű, hogy a mikrobiális egyensúly fenntartásában, a gombák túlszaporodásának gátlásában egyéb tényezők is közrejátszanak. Tény, hogy a laktobacillusflóra összetételének immunterápiás modulálása krónikus gombás hüvelyfertőzések kezelésében kevésbé eredményes mint a bakteriális és trichomonasos eredetű gyulladások esetén. Verling 42 nőbetegen vizsgálta a SolcoTrichovac laktobacillus immunizáció hatásosságát krónikus hüvelyi candidiasis kezelésében. A vizsgálati csoportba olyan betegeket választott, akik nem reagáltak a szokásos helyi antimikotikus/antiszeptikus kezelésre, mint pl. az amfotericin B, a nisztatin és a povidon-jód. A laktobacillus vakcinával történő kezelés befejezése után egy hónappal a betegek 17%-a volt gyógyult, és további 44%-nak jelentősen enyhültek a tünetei. Egy további, 50 fős nőcsoportban végzett tanulmányban a Gynatren-immunstimulációt antimikotikus kezeléssel egészítették ki. A csoport valamennyi betege krónikus gombás hüvelygyulladásban szenvedett; a résztvevőket a recidívák gyakoriságától függően 3 illetve 5 adagos oltási séma szerint kezelték. A 3-adagos oltási sémát alkalmazva 75%-kal, az 5 adagos oltási sémát alkalmazva 84%-kal csökkent a recidívák gyakorisága.

#### Felső genitális traktusbeli fertőzések és meddőség
A női meddőségek 30-40%-ában a petevezetők gyulladása, elzáródása áll a háttérben. További gyakori ok az endometrium krónikus gyulladása, mely nehezíti a megtermékenyített petesejt beágyazódását. Ezek hátterében sok esetben az alsó genitális traktusból kiinduló, felszálló fertőzés következtében kialakuló akut vagy krónikus kismedencei gyulladás áll. Kiemelkedő jelentőséggel bír tehát a hüvelyi fertőzések megelőzése, tartós gyógyítása.
Újhelyi Károly, a vakcina feltalálója, az Országos Közegészségügyi Intézet védőoltásokat kutató és előállító osztályának osztályvezető főorvosa és munkatársai 1969 és 1973 között 1000 colpitises nőt kezeltek kísérleti, monovalens (egy laktobacillus törzset tartalmazó) oltóanyaggal. A kezelt beteganyagban 39% volt a különböző mértékű felszálló gyulladások előfordulása, melyek az immunizáció hatására 89%-ban tartósan gyógyultak (a rendelkezésre álló 1-3 évre terjedő megfigyelési idő alatt ezeknél a betegeknél nem fordult elő exacerbatio). Az Újhelyi és munkatársai által vizsgált betegcsoportban 13,8%-ban állt fenn meddőség. Ide sorolták a primer és szekunder sterilitással jelentkező asszonyokat, valamint a házasságban élő idős nulligravidákat, amennyiben colpitis kimutatható volt. A primer sterilitás miatt kezelt betegek 53,7%-ában, a szekunder sterilitás miatt kezelt betegek 58,9%-ában következett be terhesség, illetve szülés a megfigyelési idő alatt. A védőoltások hatására létrejött terhességek közül spontán megszakadt 7,4%.
1978-ban Philipp György és Újhelyi Károly az endocervicitis által okozott meddőség vakcinációs kezeléséről tartott előadásukban 212 meddő házasságban élő nőbeteg oltásáról számoltak be. A gyógyulási folyamatot kolpofotogramokkal és cytofotogramokkal szemléltették. A kezelt nőbetegekből primer sterilitásnál a vakcináció után 146 betegből terhes lett 79, és szült 71. Szekunder sterilitásnál 66-ból terhes lett 32, szült 27.
Lázár Erika, a Kazincbarcikai Városi Kórház nőgyógyásza és munkatársai 1976 és 1982 között végzett vizsgálataik során megállapították, hogy a meddőség miatt kezelt nőbetegeik között a laktobacillus vakcináció hatására az esetek 30%-ában minden egyéb kezelés nélkül 6 hónapon belül létrejött a terhesség. A meddő nők további 22%-a peteérést serkentő hormonális kezelés és laktobacillus védőoltás együttes alkalmazása mellett esett teherbe fél éven belül.

#### Intrauterin fertőzések és koraszülés
A terhesség során fellépő ascendáló infekciók (a colpitis → cervicitis → choriodeciduitis → chorioamnionitis → magzati fertőzések láncolata) és a méhen belüli fertőzésre adott anyai és magzati gyulladásos válasz jelentik a késői (második trimeszterbeli) vetélés és a koraszülés leggyakoribb okát. A koraszülést sokszor a magzatburok szöveti károsodása miatt kialakuló burokrepedés előzi meg. Ha a fertőzés nem terjed rá a magzatburokra, ebben az esetben is kiválthatja a méhnyak és a méh alsó pólusának tartós gyulladását, ami a méhnyak fokozatos megrövidülésében nyilvánul meg; ilyenkor álló burok mellett jelentkezhetnek fenyegető korszülés tünetei. Ma már tudjuk, hogy a hüvelyi fertőzések az idő előtti fájástevékenység, a korai burokrepedés, az intraamniális fertőzések, a méhen belüli magzatelhalás, a késői spontán vetélés, a koraszülés, a postpartum endometritis, a császármetszés utáni sebfertőzés és az újszülöttkori szepszis legjelentősebb kockázati tényezői közé tartoznak. A méhen belüli fertőzések nemcsak nehezen diagnosztizálhatók és kezelhetők, de az érintett nőkben igen magas a terhességi-szülési komplikáció megismétlődésének valószínűsége a következő terhességben. Ennek megfelelően kiemelkedő jelentőséggel bír az urogenitális traktus gyulladásainak megelőzése, illetve azok korai felismerése és kezelése a terhesség során.
Lázár és munkatársai 1976 és 1980 között a Kazincbarcikai Városi Kórház Szülészeti-Nőgyógyászati osztályán 2320 terhes nőből álló csoportban vizsgálták a terápiás és a preventív laktobacillus vakcináció hatását a terhesség kimenetelére. A terápiás alkalmazás vizsgálatához 209 önként vállalkozó, colpitis, fenyegető vetélés vagy húgyúti infekció tüneteit mutató terhes nőt részesítettek (antimikrobiális terápia mellett) védőoltásban. Kontrollcsoportjukba 204 hasonló tünetekkel jelentkező, és hasonló korú, foglalkozású, paritású, illetve gestatiós előzményekkel rendelkező nőt vettek fel, akik az oltást nem kérték vagy abból kimaradtak, és csak antimikrobiális terápiát kaptak. Az oltást az Újhelyi és munkatársai által ajánlott módon, az Országos Közegészségügyi Intézet által rendelkezésükre bocsátott (kísérleti stádiumú, a később törzskönyvezett Gynevac korábbi fejlesztési fokán álló) laktobacillus vakcinával végezték: kéthetenként egyszer 0,5 ml vakcinát adtak intramuszkulárisan, összesen 5 alkalommal. Azok a terhesek, akiknek a 4. oltás után colpitises tünetei voltak, férjükkel együtt 10 napos metronidazol kezelésben részesültek. A 209 fős, urogenitális infekciókkal jelentkező, terápiásan vakcinált terhes csoportban 10,4% volt a kis súlyú (2500 g alatti súllyal született) újszülöttek aránya, míg a 207 nem oltott (kontroll) terhes között 24,1% volt ez az arány. A vakcináltak gyermekei közül a születés körül elhalt 1,42%, míg a kontroll csoportban 3,86% volt a születés körül elhaltak aránya. Az újszülöttek átlagos súlya a vakcinált csoportban 3100 g, a kontroll csoportban 2816 g volt. A gestatiós időtartam a vakcinált terhesekben meghosszabbodott: míg a védőoltást kapott terhesek 81,3%-a szült a 37-41. terhességi héten, a kontroll csoportnak csupán 66,7%-a. Az újszülöttek átlagos születési súlypercentilje, amennyiben az 5 adagos oltási séma szerinti vakcinációt az első trimeszterben megkezdték, 60 volt. Az oltási sorozatot a második trimeszterben kezdve az átlagos születési súlypercentil 40, a nem oltott terhesek gyermekei között 38 volt.
A laktobacillus vakcináció preventív alkalmazását 1396 önként vállalkozó egészséges nőn vizsgálták, akik részben a terhesség előtt, részben a terhesség legkorábbi szakaszában részesültek védőoltásban, a korábban tárgyalt urogenitális panaszokat mutató, terápiás céllal kezelt terhesekkel azonos oltási séma szerint. Kontroll csoportjukban 511 hasonló adottságú terhest szerepeltettek. Az 1396 vakcinált terhes gyermekei közül 2500 g alatti súllyal született 7,9%, míg a kontroll terhesek között 14,0% volt a kis súlyú újszülöttek aránya. Az átlagos születési súly a vakcinált csoportban 3178 g volt, a kontroll csoportban 3041 g. A koraszülöttek halandósága fordítottan arányos a súlyukkal: ennek fényében nagy jelentőségű megfigyelés a vakcinált csoportban született kis súlyú újszülöttek súlyeloszlásának jobbratolódása, az extrém alacsony súlycsoportba eső újszülöttek számának csökkenése (lásd 1. táblázat).
| Születési súly      | – 999 g | 1000 – 1499 g | 1500 – 1999 g | 2000 – 2500 g | 2500 g – |
| ------------------- | ------- | ------------- | ------------- | ------------- | -------- |
| Vakcinát kapott     | 0,07%   | 0,71%         | 1,35%         | 5,8%          | 92,1%    |
| Vakcinát nem kapott | 0,58%   | 1,75%         | 2,33%         | 9,3%          | 86,0%    |

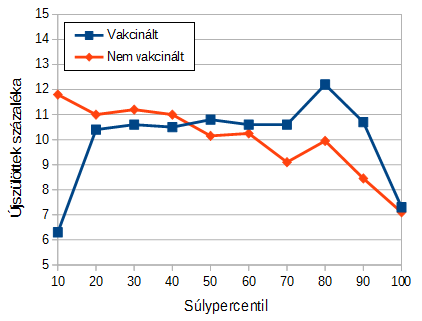
1. ábra: Az újszülöttek súlyfejlődési percentiljének megoszlása a vakcinált és a kontroll csoportban. (Lázár et al. 1981)

A 137 grammal magasabb átlagos születési súly a vakcinált terhesek csoportjában részben a koraszülési arányszám körükben tapasztalt mintegy 40%-kal alacsonyabb értékével, a gestatiós időtartam kedvező alakulásával magyarázható. Lázár és munkatársai megállapították azonban azt is, hogy a dysmaturus, méhen belüli növekedésben visszamaradt újszülöttek (olyan újszülöttek, akiknek súlya gestatiós idejükhez képest a 10 percentilis érték alatt van) előfordulása a vakcinált csoportban a kontrollhoz képest mintegy a felére csökkent: míg a kontroll csoportban születettek között 11,8% volt dysmaturusok aránya, a vakcinált csoportban csak 6,3%. Az újszülöttek súlyfejlődési percentiljének megoszlása a két csoportban megmutatta, hogy a laktobacillus védőoltással kezelt nők gyermekeinek magasabb születési súlya mögött nem csupán hosszabb gestatiós időtartamuk, hanem nagyobb mértékű intrauterin növekedésük áll: a vakcinált terhesek gyermekei magasabb súllyal születtek, mint az azonos gestatiós hétre született nem vakcinált anyától származó újszülöttek (lásd 1. ábra, ahol a súlypercentilt a debreceni Női Klinika 1968-as standardja alapján határozták meg).
A vakcinált csoportban a születési súly növekedésével párhuzamosan jelentősen csökkent a kora újszülöttkori morbiditás és mortalitás. Mind a 6 napon túli kezelést igénylő beteg újszülöttek, mind a születést követő 0-6 nap között elhalt újszülöttek aránya csaknem felére csökkent a kontroll csoporthoz képest (lásd 2. táblázat). A születés körüli halálozás (mely a késői magzati halálozásból és a kora újszülött halálozásból tevődik össze) szintén jelentősen alacsonyabb volt a vakcinált anyák gyermekei között (2. táblázat). Figyelemre méltó adat, hogy míg a kontroll csoportban az idiopathikus respiratorikus distress syndroma (IRDS) gyakorisága 1,09% volt, a vakcinált csoportban IRDS csak az esetek 0,18%-ában fordult elő.
| Csoport             | Kora újszülöttkori megbetegedés | Kora újszülöttkori halálozás | Születés körüli halálozás |
| ------------------- | ------------------------------- | ---------------------------- | ------------------------- |
| Vakcinát kapott     | 9,3%                            | 0,90%                        | 1,64%                     |
| Vakcinát nem kapott | 18,6%                           | 1,64%                        | 2,72%                     |

A második trimeszterbeli spontán vetélések (a terhesség betöltött 12. hetétől a betöltött 24. hétig bekövetkező vetélések) aránya a preventíven vakcinált (az első terhestanácsadáson urogenitális gyulladásoktól mentes) terhesek csoportjában 4% volt, míg a kontroll (nem vakcinált, ugyancsak egészségesen jelentkező) terhescsoportban 9,2% spontán vetélést figyeltek meg ebben a terhességi szakaszban. Az extrém koraszülöttek (a betöltött 24. és a betöltött 28. hét között született csecsemők) aránya 0,5% volt a vakcinált, és 1% a kontroll csoportban.
Egy további, 1976 és 1982 között végzett tanulmányban Lázár és munkatársai az irodalmi adatok alapján legjelentősebbnek tartott koraszülést befolyásoló tényezők –  így az anyai életkor, foglalkozás, a szülési sorrend, terhességi anamnézis, a terhestanácsadáson való megjelenés rendszeressége és a dohányzás – hatását vizsgálták Kazincbarcikán laktobacillus vakcinált illetve nem vakcinált terhesek csoportjában. Az 1852 laktobacillus védőoltásban részesült terhes közül 725-öt a terhesség előtt oltottak, 1127-et a terhestanácsadóban való első megjelenésük alkalmával kezdtek oltani. Az oltást az Újhelyi és munkatársai által kidolgozott, az Országos Közegészségügyi Intézet által rendelkezésükre bocsátott laktobacillus vakcinával (a Gynevac elődjével) végezték, az általuk ajánlott módon. A vakcinából intramuszkulárisan 0,5 ml-t adtak 5 alkalommal, két hetenként. Trichomonas-pozitivitásnál a 4. oltás, illetve a 12. terhességi hét betöltése után a terhesek férjükkel együtt 10 napos metronidazol-kezelést kaptak. A kontroll csoport 1418 terhesből állt, akik nem kérték az oltást; a trichomonas-pozitívak metronidazol kezelésben részesültek. Vizsgálataik kimutatták, hogy az egyes koraszülést befolyásoló faktorok hatása az irodalmi adatoknak megfelelően érvényesült, azonban a laktobacillus vakcináció valamennyi betegcsoportban csökkentette a koraszülési arányszámot. Az összesített eredmény: az 1852 fős vakcinált csoportban 7,1% volt a koraszülések aránya, az 1418 fős kontroll csoportban 12,2%.

#### Húgyúti fertőzések
A húgyúti fertőzések nagy részét a béltraktusból a húgyútakba jutó, az Enterobacteriaceae családba tartozó kórokozók váltják ki. Ezen belül 60-90%-ra tehető az uropatogén Escherichia coli (UPEC) fertőzések aránya, 3-20%-ra a Klebsiella nemzetségbe tartozó fajok szerepe a megbetegedésben. Ritkábban Enterococcus faecalis, Streptococcus agalactiae, Staphylococcus saprophyticus, Staphylococcus aureus és más fajok állnak az infekciók hátterében. A húgyúti fertőzésekre hajlamos nőkben gyakori a hüvely nyálkahártyájának E. coli és Enterococcusok  általi kolonizációja, a laktobacillus-domináns hüvelyflóra helyett vegyes, uropatogéneket is tartalmazó baktériumközösséget találunk. Reid és Burton megállapították, hogy a krónikus húgyúti fertőzések egy részében a hüvelyben szaporodó és onnan folyamatosan felszálló uropatogének tartják fenn a húgyutak fertőzését, mely csak a bakteriális hüvelyfertőzés felszámolásával és hüvelyi laktobacillusflóra megtelepítésével rendeződik. A laktobacillus vakcináció elsősorban azokban az esetekben eredményes, ahol a rezidens laktobacillus flóra nem képes a hüvelyi kórokozók kordában tartására, nem megfelelő védőfunkciójú törzsekből tevődik össze.
Újhelyi és munkatársai kísérleti monovalens laktobacillus vakcinával kezeltek 75 uropoetikus rendszerbeli gyulladásban szenvedő nőbeteget (cystitis, cystopyelitis), közülük 37 volt terhes. A védőoltást öt alkalommal, kéthetes időközönként (előrehaladott terhességnél a szülés közeli időpontja miatt hetenként) izomba adták, testsúlytól függően 0,4-0,6 ml (1 x 109 csíra/ml) mennyiségben. Befejező kezelésként szükség szerint 2-3 napig 3 x 1 metronidazolt, ascendáló fertőzés esetén 4 napig nitrofurantoint is adtak. A kezelés után gyógyult 30 nem terhes beteg és 31 terhes nőbeteg. Négy nem terhes idült pyelonephritis-es beteget immunizáltak, mind a négy betegnél teljes gyógyulás következett be.

### Összetétele
A Gynevac hatóanyaga vulvovaginiteskből (külső nemi szervek és a hüvely gyulladása), colpitisekből (hüvelygulladás) és egyéb urogenitális (húgy-ivarrendszeri) gyulladásokból kitenyésztett és külön-külön hatásosnak talált laktobacillus törzsek formalinnal elölt szuszpenziójának keveréke fiziológiás nátrium-klorid oldatban. A vakcinában megtalálható öt laktobacillus törzs közül négy a Lactobacillus fermentum és egy a Lactobacillus reuteri fajhoz tartozik. Egy ampulla (1 ml szuszpenzió) 0,08-0,32 mg baktériumfehérjét tartalmaz. A vakcina egyéb összetevői: milliliterenként 0,2 mg formaldehid és 0,1 ml thiomersal.
A Gynatren krónikus trichomonas fertőzéseket kísérő bakteriális flórából kitenyésztett, fenollal elölt és izotóniás nátrium-klorid oldatban szuszpendált laktobacillus törzseket tartalmaz. A vakcinában egyenlő arányban megtalálható nyolc laktobacillus törzs közül három a Lactobacillus rhamnosus, három a Lactobacillus vaginalis, egy a Lactobacillus fermentum és egy a Lactobacillus salivarius fajba tartozik. Minden ampullában (0,5 ml szuszpenzió) legalább 7 x 109 elölt baktérium található (törzsenként legalább 8,75 x 108 baktériumsejt). Egy ampulla átlagosan 0,115 mg bakteriális fehérjét tartalmaz. A vakcina fenolt tartalmaz.

### Oltási séma
A Gynevac vakcinával történő alapimmunizálás 5 adagos oltási séma szerint zajlik. A vakcinából 7-14 (optimálisan 10) napos időközönként 1 ml-t adnak mélyen a farizomba. Az alapimmunizáció hatása átlagosan egy évig tart. Szükség esetén 1-2 havonta emlékeztető oltás (1-1 ml vakcina) adható, illetve a kúra félévenként megismételhető.
Az alapimmunizálás a Gynatren vakcinával 3 oltásból áll. A vakcinából 14 naponta adnak 0,5 ml-t farizomba vagy a felkar deltaizomzatába. Az alapozó oltási sorozat hatása átlagosan egy évig tart. 6-12 hónappal az első oltás után emlékeztető oltás (0,5 ml vakcina) adása ajánlott. A Gynatren vakcina esetében az egy ampullát tartalmazó Booster-Gynatren (korábban: Lyseen) nevű oltás adható; a Lactovakcina-Torlak egy dobozban négy ampullát tartalmaz, melyben az emlékeztető oltás is bennefoglaltatik. Szükség szerint további emlékeztető oltások adhatók.

## Mellékhatások
Az injekció beadásának helyén gyakran előfordul bevörösödés, duzzanat, izommerevség és izomlázszerű fájdalom, mely általában 48 órán belül elmúlik. Ritkábban előfordulhatnak fáradtság, influenzaszerű tünetek, végtagfájdalom, láz, hidegrázás, fejfájás, szédülés, általános rossz közérzet, nyugtalanság, hányinger vagy nyirokcsomó-duzzanatok.

### Ellenjavallatok
A Gynevac nem alkalmazható a vakcina formaldehid vagy thiomersal összetevőjével szembeni allergia, lázas, akut fertőző betegség, súlyosabb szív-, máj-, vese-, érrendszeri vagy vérképzőszervi betegség esetén. Nem alkalmazható továbbá akut, sok ízületet érintő gyulladás esetén. Immunszupresszív gyógyszeres kezelés, illetve sugárterápia ideje alatt nem javasolt.
A Gynatren nem alkalmazható a vakcina bakteriális antigén és fenol összetevőivel szembeni allergia, magas lázzal járó betegségek, aktív tuberkulózis, súlyos máj-, vese- vagy vérképzőszervi betegségek, autoimmun vagy immunoproliferatív betegségek esetén.

### Terhesség és szoptatás
A laktobacillus vakcináció nem ellenjavallt terhesség és szoptatás ideje alatt. Mind a Gynevac, mind a Gynatren a várható előnyök és kockázatok gondos egyéni mérlegelése mellett alkalmazható a terhesség alatt. Lázár és munkatársai 1976 és 1982 között 1127 terhes nőt részesítettek laktobacillus védőoltásban, nagy részüket az első trimeszterben. Az országos átlaghoz képest a fejlődési rendellensségek előfordulása a laktobacillus vakcináció hatására nem emelkedett, a késői spontán vetélések aránya kevesebb mint a felére csökkent, a koraszülések aránya mintegy 40%-kal csökkent. Rüttgers kisszámú terhesen végzett klinikai vizsgálatai során megállapította, hogy a második trimeszterbeli (esetében a 21. és 27. terhesség hét között végzett) laktobacillus vakcináció hatására sem terhességi komplikáció, sem teratogén hatás nem lépett fel.

## Hatásmechanizmusa

### Patogén és patobionta laktobacillusok
Egyes laktobacillus törzsek patogén (kórokozó) és patobionta (bizonyos körülmények között kórokozó) voltáról több évtizede jelennek meg elszórt beszámolók. Rosan és Hammond 1965-ben olyan tokos Lactobacillus casei törzsekről (L324M és L324NM) számolt be, melyek élő és elölt állapotban (valamint számos sejtalkotó részük, így a tokanyag, a sejtfal, a citoplazmikus granulumok és a citoplazma keveréke külön-külön is) toxikus hatásúak, mind intradermálisan, mind intravénásan alkalmazva.
Régóta létező elszórt megfigyelés, és a közelmúltban általánossá vált felismerés, hogy a hüvelyflóra alapját képező laktobacillus törzsek nem egyenlő mértékben alkalmasak a hüvelyi egészség fenntartására. A Lactobacillus crispatus és a Lactobacillus jensenii fajok előnyös tulajdonságaival szemben a Lactobacillus iners különböző urogenitális kórképekkel került összefüggésbe. Az L. iners által uralt hüvelyi mikrobiota megnöveli a bakteriális és gombás hüvelyfertőzések és a húgyúti fertőzések kockázatát, a terhességi komplikációk, az intrauterin fertőzések, az idő előtti magzatburokrepedés, a koraszülés és az újszülöttkori szepszis kockázatát, valamint a nemi úton terjedő betegségekkel szembeni csökkent ellenállóképességet eredményez.
Az L. iners több tulajdonságában eltér a hüvelyflóra kedvezőbb hatású tagjaitól: a tejsav D-izomerjének termelésére nem képes, számos megismert törzse általában is gyenge tejsavtermelő, illetve hidrogén-peroxidot sem termel. Egyes L. iners törzsekről feltételezik, hogy a hüvelyi fertőzésekre és annak komplikációira való hajlamosító hatásuk kettős, patoszimbionta (normál flóra tagjaként panaszokat nem okozó, más, fertőző ágenssel összefüggésben kórokozó) természetük következménye. Ennek a jelenségnek a közelmúltban megismert példája egyes, fenotípusukban aberráns L. iners törzsek megjelenése/domináns laktobacillus törzszsé válása Gardnerella vaginalis-fertőzésben. Az élettani különbségek mellett a patoszimbionta L. iners morfológiailag is eltérő képet mutat: a filogenetikailag Gram-pozitív baktériumok ilyenkor Gram-variábilisan festődnek, és sejttestük megrövidült, coccoid formájú. A patoszimbionta L. iners hüvelyi fertőzésben génjeinek több mint 10%-át differenciálisan expresszálja, amiről feltételezik, hogy az L. iners alkalmazkodási stratégiája a diszbiotikus körülményekhez. Csakugyan, az L. iners patoszimbionta törzsei képesek a G. vaginalis-szal és más hüvelyi patogénekkel közös élettérben való tartós fennmaradásra, sőt egyes törzsek fokozzák a G. vaginalis adhézióját a hüvely hámsejtjeihez. Ugyancsak bakteriális vaginózis jelenlétében az  L. iners-ben felszabályozódik egy citolitikus pórusképző toxin, az inerolysin kifejezése, amely képes a hüvely hámsejtjeinek károsítására, és részt vesz a bakteriális vaginózis fenntartásában. Az inerolysint kódoló génszekvencia 68,4%-ban azonos a vaginolysin genetikai kódjával (a G. vaginalis toxinja), és valószínűleg horizontális génátvitel útján jelent meg az L. iners genomjában.
A Trichomonas vaginalis-szal patoszimbiózisra lépő laktobacillus törzsekről kevesebb és régebbről származó megfigyelés áll rendelkezésünkre. Soszka és Kuczyńska 1977-ben szokatlan, coccoid morfológiájú laktobacillusokról számolt be nagy koncentrációjú trichomonas tenyészetben történő szaporítás során, melyeket szeneszcens, pusztulásra ítélt sejteknek véltek. Ezt követte a laktobacillusok T. vaginalis-szal közös tenyészetben atipikus biokémiai sajátságainak felismerése. Goisis 1981-ben megállapította, hogy a trichomonas fertőzésben izolált coccoid laktobacillusok nemcsak osztodókepesek, de a protozoontól mentes tenyésztő táptalajba oltva is megtartják megrövidült morfológiájukat. 1992-ben McGrory és Garber írt le egy olyan emberi garatból kitenyésztett laktobacillus törzset, melynek jelenlétében egerek hüvelyi trichomonas fertőzése jelentősen meghosszabbodott. Azok az ösztrogénnel kezelt BALB/c egerek, melyek a trichomonas-fertőzést megelőzően 1 x 109 Lactobacillus acidophilus ATCC 4356 intravaginális inokulációban részesültek, 24 nappal a mesterséges megfertőzést követően még 69%-ban trichomonas-pozitív hüvelyváladékot produkáltak. Ezzel szemben az L. acidophilus-szal nem kezelt állatok között csak 11% volt a pozitív hüvelyváladék tenyésztések aránya. 2013-ban Phukan és munkatársai figyelték meg a Lactobacillus CBI3 –  Lactobacillus plantarum vagy Lactobacillus pentosus fajba tartzó – humán izolátumnak a protozoon adhéziós képességére kifejtett váratlan hatását in vitro sejttenyészetben. A hüvelyi epithelsejt monoréteg előzetes inkubációja a Lactobacillus CBI3 fiziológiás koncentrációival (107–108 kolóniaképző egység/ml) nyolcszorosára növelte a sejtrétegen megtapadni képes T. vaginalis-sejtek számát.
Újhelyi Károly már 1973-ban izolált trichomonas fertőzésben szenvedő nőknél olyan laktobacillus törzseket, melyekről megállapította, hogy patoszimbionta viszonyban állnak a T. vaginalis-szal, nem a fertőzés elleni védelemben, hanem annak fenntartásában szerepelnek. Később igazolta 1973-as feltételezését, mely szerint bizonyos, colpitisből izolált hüvelyi laktobacillus törzsek toxintermelésre képesek, mely hozzájárul a trichomonasos és bakteriális nőgyógyászati gyulladások krónikussá válásához és komplikációk, felszálló fertőzések kialakulásához. A megbetegedett nők hüvelyéből olyan toxikus tulajdonságú laktobacillusokat tenyésztett ki, melyeket elölt állapotban nyúl hátbőrébe fecskendezve nekrotizáló hatást idézett elő.
Újhelyi a trichomonas fertőzésben szenvedő nők kísérő bakteriális hüvelyflórájából származó elölt Lactobacillus fermentum és Lactobacillus reuteri törzsekből olyan oltóanyagot állított elő, mellyel immunizáló hatást ért el, és mellyel mind a bakteriális, mind a trichomonasos hüvelyfertőzések nagy arányban gyógyultak. Az immunizáció hatásosságát nyúlkísérletben is demonstrálta: az intradermálisan bejuttatott, elölt, toxint tartalmazó laktobacillusok nekrotizáló hatása a megfelelő oltóanyaggal történő előzetes immunizációval kivédhető. A laktobacillus immunizáció hatásosságát a nőgyógyászati fertőzések kezelésében és megelőzésében a későbbiekben a legtöbb szerző a T. vaginalis-szal és más kórokozókkal patoszimbiózisban élő laktobacillusok elleni specifikus, humorális immunvédelemnek tulajdonította, mely lehetővé teszi a normál, szimbionta laktobacillustörzsek szaporodását.
Érdekes párhuzamot von az L. iners (G. vaginalis-szal) patoszimbionta törzsei és a trichomonas fertőzésben izolált laktobacillus törzsek között Alain de Weck 1984-as feltételezése, miszerint ez utóbbi (az L. iners-hez hasonlóan szintén coccobacilláris morfológiájú, egyéb laktobacillus fajoktól eltérően szintén vassal dúsított táptalajt igénylő) törzsek ugyancsak laterálisan örökölhettek virulenciafaktorokat a T. vaginalis-tól krónikus, hosszú ideig fennálló trichomonas fertőzések folyamán. Ez az elmélet nem nyert bizonyítást, de indirekt módon erre utal az, hogy a laktobacillus vakcináció hatására a patoszimbionta laktobacillusok ellen termelt immunszérum – egyes tanulmányok szerint – közvetlenül képes a T. vaginalis károsítására (azaz hatása nagy valószínűséggel közös antigénekre adott immunválaszon alapul, és nem pusztán az újonnan megtelepülő szimbionta laktobacillusok trichomonas elleni közvetett védőhatásához köthető). Más szerzők azonban vitatják a protozoon és az immunizációra használt laktobacillus törzsek antigenitásának bárminemű hasonlóságát, s ezzel az immunológiai keresztreakció lehetőségét. Bizonyos azonban, hogy a szimbionta laktobacillusok dominánssá válása a hüvelyben önmagában is több mechanizmussal hat a T. vaginalis (és a bakteriális kórokozók) ellen.

### Humorális immunválasz
A női genitális traktus nyálkahártyájának immunvédelmében a humorális tényezők képviselik az első védelmi vonalat. A méhnyak és kisebb mértékben a hüvely nyálkahártyájának epithelrétege alatti másodlagos nyirokszövetben termelt és transzcitózissal a hámfelszínre kijutó, elsősorban IgA-osztályú ellenanyagok mellett jelentős szerep jut a vérkeringésből származó, főként IgG-osztályú ellenanyagoknak, melyek a méh szövetein keresztül transzszudáció útján szűrődnek be a méhnyak és a hüvely lumenébe (újabb tanulmányok szerint azonban valamilyen aktív transzportfolyamat segítségével jutnak át a nyálkahártyán). A nyákban oldott ellenanyagok jelentik az immunrendszer első találkozási pontját a kórokozókkal, még azelőtt, hogy ezek a nyálkahártya szöveteibe hatolnának. A laktobacillus vakcináció szisztémás és mukozális immunválaszt is kivált, mely által mindkét jelentős ellenanyagosztály termelődését fokozza.

#### Szérum ellenanyagok

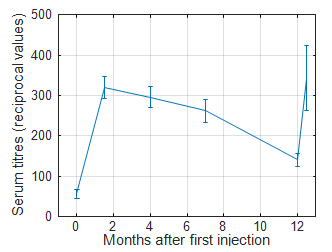
2. ábra: Specifikus szérum ellenanyagtiter (mértani átlag és standard hiba) 97 SolcoTrichovac-oltásban részesült nőtől származó mintában. Az oltási sémában emlékeztető oltás adása szerepelt 12 hónap elteltével. (Milovanović et al. 1983)

A primer immunizáció a laktobacillus vakcinák esetén 3-5 adag vakcina adását tartalmazza 10-14 napos időközönként. Ennek során az izomba (sejtközötti nedvtérbe) fecskendezett bakteriális fehérjeantigéneket antigénprezentáló sejtek (elsősorban dendritikus sejtek) veszik fel, melyek szállítmányukkal a nyirokkapillárisokon keresztül 1-2 óra alatt a testtájék nyirkát szűrő regionális nyirokcsomóba vándorolnak. Itt történik meg az antigénbemutatás, azaz a naiv (antigénjükkel még nem találkozott) limfociták antigénreceptorai és az antigént felvett dendritikus sejtek felszínén bemutatott natív fehérjeantigén, illetve bakteriális peptid-MHC-II komplex kapcsolódása. Ennek hatására megindul a CD4+ T-sejtek (főként Th1 típusú) citokintermelő effektorsejtté érése, mely további aktivációs szignált biztosít az antigénnel kapcsolódott B-sejtek számára. Néhány napon belül lezajlik a B-sejtek első hullámának differenciálódása, még kis affinitású, főként IgM-osztályú ellenanyagot termelő plazmasejtekké (extrafollikuláris reakció). Ezzel párhuzamosan megindul az aktivált, antigénspecifikus limfociták intenzív osztódása (klonális expanziója) a follikuláris dendritikus sejtek (FDC) körül kialakuló csíraközpontokban (csíraközpont-reakció). Minden csíraközpontban egyetlen antigéndetermináns csoportra (epitópra) specifikus B-sejt klón és utódai proliferálódnak. A laktobacillus vakcinákban megtalálható komplex antigének számos immunogén epitópja poliklonális stimulust szolgáltat. A csíraközpont-reakció során következik be az osztódó B-sejtek affinitásérése (szomatikus hipermutációja), szelekciója és izotípusváltása, és végezetül a B-sejtek differenciálódása ellenanyagtermelő plazmasejtekké vagy B-memóriasejtekké. A csíraközpont-reakció néhány hétig tart, így az első nagy affinitású, IgG-izotípusú ellenanyagok 10-14 napon belül válnak kimutathatóvá, míg a szérum ellenanyagtiter csúcsértéke 4-6 héttel az első oltás után jelentkezik (lásd 2. ábra). Az időben elnyújtott primer oltási séma biztosítja, hogy a vakcina egymást követő adagjai által indukált csíraközpont-reakciók újabb és újabb hulláma ne egymástól vonja el az immunrendszer erőforrásait.
A szekunder immunizáció (emlékeztető/booster oltás adása) laktobacillus vakcinák esetén általában az alapimmunizációt 6-12 hónappal követi. Az alapimmunizáció során létrejött memória B-sejtek aktiválódása és effektorsejtté alakulása a primer immunválasznál gyorsabb folyamat, amely néhány nap alatt az IgG titer jelentős emelkedését eredményezi (2. ábra). Újabb rövid életű plazmasejtek és memóriasejtek mellett hosszú életű plazmasejtek is differenciálódnak a csíraközpontokban, melyek a csontvelő túlélési fészkeiben (survival niche) telepszenek meg, és még hosszú ideig lassan csökkenő mértékben termelnek ellenanyagot. A laktobacillus vakcinák esetén ennek felső határa két év az emlékeztető oltást követően, mely után – a panaszok kiújulása esetén ennél már hamarabb is – további emlékeztető oltás adása vagy a primer oltási séma megismétlése válhat szükségessé.
Milovanović és munkatársai agglutinációs módszerrel vizsgálták 97 trichomonas-fertőzött, SolcoTrichovac laktobacillus oltáson átesett nő szérum ellenanyag szintjét (2. ábra). A nők a primer immunizációt (3 x 0,5 ml vakcina kéthetes időközönként beadva) követően emlékeztető oltásban részesültek (0,5 ml vakcina az első oltás után 12 hónappal). A betegek szérumának sorozathígításait 0,5 ml sejtes állapotú, koncentrált (1010 mikroorganizmus/ml) laktobacillus szuszpenzióval kezelték, és meghatározták a minták titerét, azaz a legmagasabb hígítást, melynél még bekövetkezik az agglutináció (az antigén-antitest kapcsolódásban álló szerológiai reakció). A szérum titerek mértani átlaga az oltás előtti 1:56,4-ről 1:320-ra emelkedett az oltási séma megkezdését hat héttel követően. 12 hónappal az első oltás után 1:140 volt a titerek mértani átlaga, mely az emlékeztető oltás beadását két héttel követően újra 1:343-ra emelkedett. A szerológiai immunválasz intenzitása megfigyelésük szerint korrelált a vakcina klinikai hatékonyságával.
A klinikai hatást magyarázza, hogy az érpályából a hüvelyváladékba transzszudációval beszűrődő, a kórokozókkal szemben elégtelen védekezőképességű, illetve patobionta laktobacillus törzsekre fajlagos ellenanyagok a mikrobák sejtfelszínén található antigénhez kapcsolódva neutralizálják azokat. Ennek feltételezett mechanizmusa szerint a bakteriális adhéziós faktorok antigénként szerepelnek az immunizációban; e felszíni antigének antitest általi blokkolása meggátolja a mikrobák hüvelyi hámsejteken való megtapadását és az epithelfelszín kolonizációját. Az így semlegesített mikrobák a folyamatosan termelődő nyákkal távoznak. Másrészt az ellenanyagok a kapcsolódás révén opszonizálják a mikroorganizmusokat. Ezzel fokozzák a hüvely és a méhnyak lamina propria rétegében található fagociták baktericid aktivitását, melyek fagocitálják, és elpusztítják azokat a célsejteket, melyek átjutottak a hámrétegen.

#### Mukozális ellenanyagok

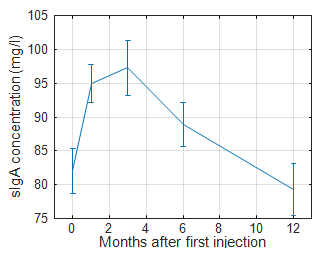
3. ábra: Hüvelyváladék szekretoros IgA koncentrációja (számtani közép és standard hiba) 95 Gynatren-oltásban részesült nőtől származó mintában, ahol emlékeztető oltás nem szerepelt az oltási sémában. (Rüttgers 1988)

A mukozális immunválasz kialakulásának mechanizmusa – inaktivált oltóanyaggal történő parenterális immunizációról lévén szó – nem pontosan tisztázott. Rodmila Pavić és Ljubinko Stojković feltételezése, melyet más szerzők is valószínűsítenek, hogy az injekció helyén laktobacillus antigént felvett dendritikus sejtek egy része nem a regionális nyirokcsomóba, hanem a genitális traktus nyálkahártyájához asszociált nyirokszövetbe (MALT) vándorol. Az antigén elosztását a nyirokszövetekben befolyásolja, hogy az egyed először találkozik-e az adott antigénnel, vagy már történt korábban immunizáció (priming). Ismeretes, hogy a parenterális kolera elleni védőoltás csak a világ kolera-endémiás régióiban vált ki mukozális immunitást, ami megvilágítja a mukozális priming szerepét a nyálkahártyák parenterális immunizációjában. Hüvelyi laktobacillus antigénekkel történő vakcináció esetén ki lehet indulni abból, hogy a szervezetben már létezik hasonló antigenitású mikroorganizmusokkal szemben valamilyen fokú mukozális immunválasz.
A laktobacillus vakcináció által a genitális epithelium alatti nyirokszövetekben indukált plazmasejtek dimer szerkezetű szekretoros IgA-molekulákat (sIgA) termelnek, melyek transzcitózissal jutnak át a hámrétegen a méhnyak és a hüvely lumenébe. A hüvelyváladékban oldott sIgA kötődik a patobionta laktobacillusok és más, keresztreagáló antigént hordozó kórokozók felszíni antigénjeihez, és közömbösíti azokat. A sIgA kötődik továbbá a nyálkahártyát fedő mucinhoz is, és ebben a rétegben fixálja a mikroorganizmusokat, míg a sIgA szekretoros komponense (SC) anti-proteolitikus hatása révén visszatartja az ellenanyagot a nyákban, ezáltal növelve az antigén-antitest kapcsolat kialakulásának esélyét. A lamina propriában maradó IgA molekulák megkötik és opszonizálják az epithelrétegen átjutott baktériumokat.
Rüttgers randomizált, kettős vak, placebóval kontrollált kísérletben vizsgálta 192 bakteriális vaginózisban szenvedő nőbeteg hüvelyváladékának sIgA-koncentrációját Gynatren vakcináció során (lásd 3. ábra). Az acetilcisztein instilláció útján elfolyósított és kinyert hüvelyi nyákban az Åkerlund és munkatársai által leírt enzim kötésű immunoassay (ELISA) alapú módszerrel határozta meg nemspecifikusan a szekretoros ellenanyagok mennyiségét. A vakcináció előtti értékben nem volt statisztikai eltérés a placebóval és a Gynatrennel oltott betegek között (placebó: 89 mg/l, Gynatren: 82 mg/l). A kezelés megkezdését 3 hónappal követően a Gynatren-csoportban jelentősen emelkedett koncentrációt mért (placebó: 74 mg/l, Gynatren: 97 mg/l), míg 12 hónappal az első injekció után a Gynatren-csoportban mért koncentráció visszatért a kiindulási érték közelébe (placebó: 76 mg/l, Gynatren: 79 mg/l). Megfigyelése szerint a hüvelyváladék nemspecifikus szekretoros ellenanyag-koncentrációja korrelált a terápia klinikai hatékonyságával. Azokban a Gynatrennel oltott nőkben, akiknél a mukozális ellenanyagválasz elmaradt (35%), a klinikai tünetmentességet sem sikerült elérni, az antimikrobiális terápiát reinfekciók követték. Rüttgers ennek alapján a Gynatren hatékonyságát a bakteriális vaginózis kezelésében 65%-ban határozta meg.

### Sejt által közvetített immunválasz
Míg a nyálkahártyák immunvédelmének humorális ága elsősorban a fertőzések megelőzésében játszik szerepet, addig a sejt által közvetített (celluláris) immunreakció fő feladata a már kialakult helyi fertőzések, a nyálkahártya épségét megbontó kórokozók leküzdése. Az elölt laktobacillusokkal történő immunizáció sejtközvetített hatásairól kevés ismeretünk van. In vitro kísérletekben mind a makrofágok fagocita-aktivitása, mind az NK-sejtek citotoxicitása rövid ideig jelentősen fokozódott a vakcinával kezelt szövetekben. Pavić és Stojković feltételezték, hogy laktobacillus immunizáció során nem csak ellenanyagtermelő plazmasejtek, hanem effektor és memória T-sejtek is indukálódnak a genitális traktus nyálkahártyájához asszociált lymphoid szövetben. A nyálkahártya hámrétege alatt található nagyszámú T-sejtet tartalmazó lymphoid rétegben ezek a Th1-sejtek IFNγ citokinszekréciójuk révén és sejt-sejt interakcióval aktiválják a szöveti makrofágokat, fokozva ezzel az epithelrétegen átjutott mikrobák fagocitózisát és elpusztítását a fagolizoszómákban; segítik továbbá a lokális plazmasejtek differenciálódását.

### A hüvelyi baktériumflóra és pH változása
A normál hüvelyflórát képező laktobacillusok számos mechanizmussal gátolják a hüvelyi kórokozók szaporodását. A hüvelyi hámsejtek által termelt glikogént a hüvelyváladékban megtalálható alfa-amiláz rövidebb láncú, a baktériumok által jól metabolizálható oligoszacharidokra bontja: a keletkező maltóz, maltotrióz és alfa-dextrinek elfogyasztásával a laktobacillusok a kórokozóktól vonják el a tápanyagot. A laktobacillusok ezenkívül antimikrobiális anyagokat is termelnek: ezek közé soroljuk a tejsavat, más szerves savakat, a hidrogén-peroxidot, a bioszurfaktánsokat (biológiai felületaktív anyagokat) és a bakteriocineket. Laktobacillus tenyészetek elhasznált tápfolyadékából levett, metabolitokban és más mikrobiális termékekben dús sejtmentes felülúszója gátolja az uropatogén Escherichia coli (UPEC) törzsek szaporodását. A felülúszóval kezelt E. coli sejtekben olyan membránfehérjék kifejezése fokozódik, melyek a sejtmembrán károsodását követő stresszválaszhoz köthetők. A patogenitáshoz köthető 1-es és P típusú fimbriák kifejeződése csökken. Az extracelluláris termékek szintézise mellett fontos szerep jut a sejt-sejt interakcióknak is. Egyes hüvelyi laktobacillus törzsek képesek a kórokozókat aggregálni, és ezáltal megakadályozni ezek adhézióját a hüvelyi epithelsejteken. Az epithelsejtek felszínén megtalálható receptorok (kötőhelyek) elfoglalása egy további módja a kórokozók gátlásának.
A colpitiseket kísérő laktobacillusflóra általában nem csak megfogyatkozott, hanem ezenfelül olyan törzsekből tevődik össze, melyek antimikrobiális hatásfoka alacsonyabb a normál hüvelyflóra törzseinél. Az egészséges hüvelyflórából izolált laktobacillusok 96-98%-a hidrogén-peroxid termelő, a hüvelyi fertőzésekből származó izolátumok között ezzel szemben csupán 6-23% a H2O2-pozitív törzsek aránya. A patogén-adhézió gátlása csökkent, egyes laktobacillus törzsek pedig kifejezetten fokozzák a patogének megkötődését a nyálkahártyán, vagy maguk is toxint termelnek. A laktobacillus védőoltás hatására ezek ellen a laktobacillusok ellen képződnek szérum- és mukozális ellenanyagok, ami lehetővé teszi a normál, antipatogenikus hatású laktobacillus törzsek szaporodását.
Milovanović és munkatársai 36 trichomonas fertőzött nőbeteg SolcoTrichovac-kezelése során vizsgálták a hüvelyflóra változásait. A trichomoniázis 100%-os gyógyulása mellett megfigyelték, hogy laktobacillusok a terápia kezdetén mindössze a nők 11%-ában voltak jelen kitenyészthető mennyiségben; a terápia befejezését két héttel követően ez az arány 72%-ra emelkedett. A trichomoniázist kísérő patogén bakteriális flórában kezdetben gyakran megtalálható Klebsiella és Proteus nemzetségekbe tartozó fajok előfordulási aránya a kezelés végére szignifikánsan csökkent. Gerhard Karkut, a Berlini Szabad Egyetem Steglitzi Kórháza Női Klinikájának főorvosa 94 krónikus bakteriális vaginózisban szenvedő, SolcoTrichovac-kal kezelt nőben a kórokozó fajok előfordulásának szignifikáns csökkenését tapasztalta. A terápia befejezését négy héttel követően az Escherichia coli előfordulási aránya 55%-ról 23%-ra, a B csoportú Streptococcusok előfordulása 37%-ról 10%-ra, az Enterococcusok előfordulása 36%-ról 12%-ra, a Bacteroides fajok előfordulása 25%-ról 3%-ra, és a Gardnerella vaginalis előfordulása 37%-ról 9%-ra csökkent. Ezzel párhuzamosan az aberráns laktobacillusok előfordulása 17%-ról 3%-ra csökkent, míg a normál laktobacillusoké a kezdeti 31%-ról 72%-ra nőtt a vakcináció hatására. Harris 77 bakteriális vaginózisban szenvedő nő SolcoTrichovac-terápiája során tapasztalta, hogy a kezelést követő 6 hónapos megfigyelési idő alatt végzett valamennyi mikroszkópos vizsgálatban és tenyésztésben a nem laktobacillus fajba tartozó mikroorganizmusok száma szignifikánsan alacsonyabb maradt a terápia előtt megfigyelthez képest. Litschgi arról számolt be, hogy 120 bakteriális colpitis-szel kezelt nő SolcoTrichovac-terápiáját követő négy héttel a G. vaginalis, E. coli és Enterococcus fajok által dominált vegyes fertőzések előfordulása kevesebb mint a felére, a G. vaginalis, Streptococcus és Staphylococcus vegyes fertőzések előfordulása harmadára, míg a Klebsiella, Proteus vegyes infesztációk előfordulása szintén harmadára csökkent. Normál laktobacillusok melyek a terápiát megelőzően egyetlen betegben sem érték el a kimutathatósági határt, a vakcinációt négy héttel követően a betegek 63%-ában kimutathatók voltak.
André Siboulet, az Egészségügyi Világszervezet Nemi Betegségek Kutatásáért Felelős Együttműködési Központjának igazgatója a párizsi Alfred Fournier Intézetben randomizált, kettős vak, placebóval kontrollált kísérletben vizsgálta a Gynatren vakcináció hatását 167 bakteriális vaginózisban szenvedő nőbetegen. Az aktívan kezelt betegek csoportja a 3-adagos oltási sémát egy évvel követően emlékeztető oltásban részesült. A terápia kezdetét követő 2 héttel, 6, 12 és 14 hónappal a G. vaginalis előfordulása és a hüvelyi folyás mértéke jelentősen csökkent a Gynatrennel kezelt betegek csoportjában a placebó csoporthoz képest. A „clue” sejtek (mikroszkópos vizsgálat során látható, elmosódott kontúrú, baktériumokkal borított hüvelyhámsejtek) jelenléte, a KOH-teszt (10%-os kálium-hidroxid oldat hozzáadása mellett a hüvelyváladékban az anaerob kórokozók által termelt aminok szag általi kimutatása) pozitív eredményének előfordulása és a hüvelyi pH ugyancsak nagy arányban normalizálódott a verum csoport nőbetegeinél. A megfigyelési időtartam végén, 14 hónappal a terápia kezdetét követően a reinfekciók aránya a Gynatren-csoportban 1,4% volt, míg a placebó-csoportban 13,4%.
Kvantitatív bakteriológiai vizsgálat eredményét találjuk Milovanović és munkatársainak munkájában. A szerzők számszerűsítették 36 trichomonas fertőzésben szenvedő, SolcoTrichovac-kal kezelt nő hüvelyváladékában található (a hüvelyben többnyire patológiás, jellemzően a béltraktusban előforduló) aerob baktériumok mennyiségét (az aerob körülmények között is tenyészthető, egyébként fakultatív anaerob vagy mikroaerofil természetű laktobacillusokat nem számolva). Az aerob kórokozók átlagos koncentrációja a laktobacillus vakcináció előtt megfigyelt 18 900 csíra/0,1 ml-ről 5800 csíra/0,1 ml-re csökkent a terápia kezdetét 112 nappal követően. Goisis és munkatársai a hüvelyváladékban megtalálható laktobacillusok mennyiségét kvantifikálták SolcoTrichovac-terápia során. A 19 trichomoniázisban szenvedő nőbeteg hüvelyváladékában kezdetben átlagosan 1,6 x 106 csíra/ml mennyiségben fordultak elő laktobacillusok; ez a harmadik oltási alkalomra 4,6 x 106 csíra/ml-re nőtt. A bakteriális vaginózis vagy hüvelyi candidiasis miatt vakcinált 46 nőbetegben a laktobacillusok koncentrációja kezdettől fogva magasabb volt: náluk a terápia előtti 8,6 x 106 csíra/ml-es értékről 15 x 106 csíra/ml-re nőtt a hüvelyváladék laktobacillus-koncentrációja. A hüvelyflóra mikroszkópos vizsgálata további jelentős megfigyelésre vezetett. Goisis és munkatársai a trichomoniázis miatt kezelt nőbetegek fixált, Gram-festett hüvelykenetében gyakran találtak különböző hosszúságú Döderlein-bacillusokat, ahol a rövid (coccoid) formák voltak többségben. A SolcoTrichovac-terápia során a laktobacillusok morfológiája sok esetben egyik oltási alkalomról a következőre normalizálódott. A szerzők nagy jelentőséget tulajdonítottak annak a megfigyelésnek, hogy a sejtek tenyészetben is megőrizték az eredeti morfológiájukat, azaz a coccoid formájú laktobacillusok leszármazottai is coccoid alakúak voltak. Müller és Salzer félkvantitatív módon írták le a hüvelyi laktobacillusok számának alakulását 28 krónikus bakteriális vaginózisban szenvedő nőbeteg SolcoTrichovac-terápiája során. Eredményeik tovább erősítik a fentebb idézett szerzők megfigyeléseit.
A patológiás flóra visszaszorulása és egyidejűleg a normál, tejsavat termelő laktobacillus flóra szaporodása a hüvelyi pH fokozatos csökkenéséhez vezet. Goisis és munkatársai a trichomoniázis miatt vakcinált betegeikben az első oltási alkalommal átlagosan 6,14-es hüvelyi pH-t mértek. A második oltási alkalmon, két héttel később, a hüvelyváladék pH-ja már csak átlagosan 5,64 volt, az utolsó kezelési alkalommal, újabb két hét múlva pedig átlagosan 5,23. Azokban a nőbetegekben, akiknek hüvelygyulladását nem trichomonas okozta, a pH a kezdeti 5,81-es értékről a kezelés első két hetében 5,39-re csökkent, majd további két hét alatt 4,98-ra. Karkut ezekhez nagyon hasonló értékeket figyelt meg 94 visszatérő bakteriális hüvelygyulladással kezelt nőbetegén végzett vizsgálatai során. Boos és Rüttgers ugyancsak krónikus bakteriális hüvelygyulladással kezelt 182 betegben a kezelés előtt 4,90-es hüvelyi pH-ról számolt be, mely a kezelés kezdetét hat hónappal követően 4,26-ra csökkent.

## Története

### Feltalálása
1969-ben Philipp György, a budapesti Korányi Sándor Kórház és Rendelőintézet nőgyógyásza kezdeményezésére kutatócsoport alakult a trichomoniázis elleni vakcina kifejlesztésére. A kutatási projekt vezetésével Újhelyi Károlyt, az orvostudományok kandidátusát, Kossuth-díjas mikrobiológus-immunológust, az Országos Közegészségügyi Intézet védőoltásokat kutató és előállító osztályának osztályvezető főorvosát, a kombinált Di-Per-Te és Ty-Te oltóanyagok kidolgozóját bízták meg. A kutatócsoport először megvizsgálta a Trichomonas vaginalis-ból készült autovakcina (a beteg egyénből izolált kórokozó törzsből készült terápiás vakcina) immunizáló hatását 300 akut colpitises betegen. Bár a betegek colpitise és valamennyi klinikai tünete meggyógyult, a trichomonas-fertőzés tenyészetből továbbra is minden esetben kimutatható maradt. A részleges terápiás hatást a T. vaginalis fertőzést kísérő hüvelyflórában mindig jelenlévő, az autovakcinában is megtalálható baktériumnak tulajdonították. Tenyésztési eljárásuk tökéletesítésével sikerült a colpitises betegek cervix-váladékából kitenyészteni a kérdéses – polimorf, coccoid morfológiára hajlamos – laktobacillust. Ezután 14 különböző egyénből kitenyésztett laktobacillus törzsből készült vakcinával végeztek immunizálást. A vakcinált 580 beteg gyógyulása még sokkal teljesebb volt: a colpitises betegek hüvelyváladéka 94%-ban I.-es tisztasági fokra szanálódott, és 28%-uknál a kezelés végeztével a T. vaginalis kitenyészthetősége is megszűnt. Eredményeik tükrében feltételezték, hogy a trichomonasos colpitis kórképének kialakulásában a laktobacillus is szerepet játszik, a T. vaginalis jelenléte következtében megváltozott miliő hatására patogén tulajdonságúvá válik. A T. vaginalis és a vele szimbiózisban élő Döderlein-baktérium által létrehozott jellegzetes gyulladásos tünetcsoportot „trichomonas szindrómának”, később „laktobacillus szindrómának” nevezték el. A további vizsgálatokat is összegezve 1000 nőbetegnél végeztek immunkezelést, szükség esetén metronidazollal kiegészítve, ahol a betegek megfigyelésére rendelkezésre álló idő 1-3 év között változott. Közülük az első 300-at trichomonasból készült autovakcinával, további 700-at pedig 16 polimorf laktobacillus törzs egyikéből készített oltóanyaggal kezelték. A védőoltást öt alkalommal, kéthetes időközönként izomba adták, testsúlytól függően 0,4-0,6 ml (1 x 109 csíra/ml) mennyiségben. Teljes gyógyulást a colpitises betegek 92,1%-ánál értek el, lényeges javulást 6,0%-nál észleltek. Az endocervicitises betegek gyógyulási aránya, amennyiben anatómiai elváltozás nem állt fenn, 100% volt. A felszálló gyulladások 89%-ban gyógyultak, az uropoetikus rendszerbeli gyulladások 81,3%-ban. Megállapították továbbá, hogy az immunizációval a primer sterilitás 53,7%-ban és a szekunder sterilitás 58,9%-ban megszüntethető. A kezelt betegekben a méhnyak citológiai képe 1-1,5 Papanicolaou fokozatot javult.
Újhelyi és munkatársai első ízben a Magyar Nőorvos Társaság 1971. szeptember 9-11-én megrendezett szegedi nagygyűlésén számoltak be eredményeikről. 1973-ban és 1974-ben a Magyar Nőorvosok Lapjában ismertették a kutatás során elért újabb mérföldköveket. 1974-ben e közlemények hatására Lázár Erika,, ezidőben a Kazincbarcikai Városi Kórház nőgyógyásza kapcsolódott be a kísérleti stádiumú vakcina kutatásába. Először a kórház trichomoniázissal, urogenitális gyulladásokkal jelentkező nőgyógyászati betegeit, majd a colpitises terheseket is oltotta. Feltűnően jó eredményei hatására javasolta a panaszmentesen felvett terhesek széleskörű, preventív vakcinációját: 1976. január 1-étől kezdve négy évig Újhelyi kutatásának részeként valamennyi beleegyező terhes nőt a terhestanácsadóban való első jelentkezésétől kezdve preventív laktobacillus vakcinációban részesítettek. A preventíven vakcinált, 17 védőnői körzetből érkező közel 1400 terhes nőnél a következő megfigyeléseket tették: (1) A koraszülési arányszám a vakcinált terhesek között 40%-kal alacsonyabb volt a kontroll (nem vakcinált) terhesek csoportjában tapasztaltnál. (2) A 2500 g alatti újszülöttek előfordulása 43,5%-kal, a 2000 g alatti újszülöttek előfordulása 54,2%-kal, az 1500 g alatti újszülöttek aránya 66,4%-kal, az 1000 g alatti újszülöttek aránya 87,8%-kal csökkent a kontroll terhesekhez képest. (3) A dysmaturus újszülöttek aránya 46,6%-kal csökkent. (4) A kora újszülöttkori megbetegedés 50,0%-kal, a kora újszülöttkori halálozás 45,1%-kal csökkent. (5) A születés körüli halálozás 39,7%-kal csökkent. (6) A második trimeszterbeli spontán vetélések aránya 57%-kal, az extrém koraszülöttek aránya 50%-kal csökkent. (7) A laktobacillus oltás kazincbarcikai bevezetését követő öt évben a születés körüli halálozás aránya az országos átlagnál az évtől függően 17-65%-kal alacsonyabb volt. Az ezt megelőző években az országos átlagnak megfelelő vagy annál rosszabb arányt figyeltek meg. (8) Kazincbarcikán az oltás bevezetését követő öt évben a csecsemőhalandóság (az élveszületést követően az egyéves kor betöltése előtt bekövetkezett halálozás) az országos átlagnál az évtől függően 25-65%-kal alacsonyabb volt.
Lázár és munkatársai először a Magyar Nőorvos Társaság 1978. évi pécsi nagygyűlésén tartott két előadásban ismerették a terhes nők laktobacillus vakcinációjával szerzett tapasztalataikat. Ezt követte számos további konferencia szereplés, illetve 1981-től kezdve több publikáció az Orvosi Hetilapban és a Magyar Nőorvosok Lapjában. A bemutatott munka a mai napig nemzetközileg egyedülálló, ugyanis Lázár és munkatársai egy olyan évtizedben folytatták a koraszülés megelőzésére irányuló vizsgálataikat, amikor sem a laktobacillus védőoltás hatásossága colpitisek kezelésében és megelőzésében, sem az alsó nemi traktusból felszálló fertőzések és a terhességi-szülési komplikációk kapcsolata nem volt általánosan felismert – a laktobacillus vakcinációról nagylétszámú terhes csoportban azóta sem jelent meg a világon további tanulmány. 1981-ben Lázár és munkatársai e munkájukért a „Kiváló Munkáért” miniszteri szintű kitüntetésben részesültek, azonban a szakmai visszhang – mind a tudományos körök érdeklődése, mind a klinikai alkalmazás – nem állt, és mindmáig nem áll arányban az eredmények jelentőségével. A korát minden jel szerint évtizedekkel megelőző laktobacillus védőoltás hűvös szakmai fogadtatását tükrözi Lázár és Újhelyi 1976-os, Orvosi Hetilapba beküldött közleményének elutasítása „hihetetlensége miatt”. Az időben előrenyúlva: az 1997-ben Gynevac néven forgalomba hozott és 2012-ig kapható vakcinát a magyar nőgyógyászok mindössze 5%-a ismerte és alkalmazta.

### 1980-2012
Újhelyi 1975-ben szerződést kötött az 1947-es alapítású, a solcoseryl kifejlesztéséről ismertté vált svájci Solco Basel AG gyógyszergyártó vállalattal a laktobacillus vakcina gyártástechnológiájának Nyugat-Európában történő hasznosításáról, míg a délszláv államok ellátásának biztosítására a belgrádi Torlak Virológiai Intézet kapcsolódott be a vakcina fejlesztésébe. A Solco gyógyszergyár a Torlak Intézet kutatóival együttműködve kismértékben átdolgozta, továbbfejlesztette Újhelyi találmányát. Az eredmény egy 1980-ban szabadalmazott új összetételű (nyolc törzset tartalmazó) vakcina és gyártási eljárás lett. A Torlak Intézet a délszláv térség több országában már 1979-ben megkezdte a Lactovaccin „Торлак“ (alternatív írásmódjai: Lactovaccina-Torlak, Lactovakcina-Torlak, illetve Laktovakcina-Torlak) néven törzskönyvezett vakcina forgalmazását, míg a Solco 1981-ben indította el a SolcoTrichovac vakcina kereskedelmét. A nyugati szakmai közönség kezdetben nagy érdeklődéssel fogadta a találmányt. A következő két évben számos nemzetközileg elismert kutató vizsgálta a laktobacillus vakcina klinikai hatékonyságát és hatásmechanizmusát. Az eredmények nagy része két konferencián, az 1981. október 20-án Bázelben megtartott „Trichomoniázis” című szimpóziumon és az 1983. szeptember 15-16-án La Sarrazban és Bázelben megrendezett „Vaginális infekciók immunterápiája” című szimpóziumokon lett bemutatva. A vakcina új összetételének kidolgozásakor izolált törzsek vizsgálata során derült fény arra, hogy egy részük egy addig ismeretlen fajba tartozik. A Solco által 1976-ban trichomoniázist kísérő baktériumflórából izolált, eredetileg Lactobacillus fermentum-nak vélt öt törzset 1989-ben Embley és munkatársai DNS–DNS-hibridizációs vizsgálati eredményeik alapján az újonnan javasolt Lactobacillus vaginalis-nak nevezett fajba sorolták. Ugyanebben az évben a hamburgi Strathmann GmbH & Co. KG gyógyszercég vette át a SolcoTrichovac, valamint az 1986-ban szabadalmazott, húgyúti infekciókból izolált 10 elölt uropatogén enterobaktérium törzset tartalmazó SolcoUrovac vakcina gyártását, melyeket Gynatren, illetve StroVac néven hozott forgalomba. A 2000-es évek elején folytatott intenzív megismertető kampány ellenére mindkét vakcinát az orvosoknak csak kis százaléka alkalmazza, általában olyan, évek óta krónikus gyulladásokkal küzdő betegekben, akik előzőleg évente akár több hónapon át antibiotikum szedésére kényszerültek. A vakcinák szélesebb körű, időben történő alkalmazása sok felesleges antibiotikumos kezelést takaríthatna meg. 1997-ben megtörtént az Újhelyi kutatócsoportja által ekkor már 20 éve fejlesztés alatt álló és 15 000 egyénnek beadott laktobacillus védőoltás, a Gynevac törzskönyvezése és forgalomba hozatala Magyarországon a Vakcina Kft. által.

### 2012-napjaink
2012. március 19-én az OGYÉI felfüggesztette a Gynevac forgalmazását. Ennek hátterében nem a Gynevac gyógyszerbiztonsági vagy -minőségi problémája állt: 15 éves forgalmazása és 200 000 egyén oltása során nem merült fel a gyógyszer okozta súlyos mellékhatás vagy ártalom. A személyzeti hiánnyal és alulszervezettséggel küzdő Vakcina Kft. javarészt nyugdíjas korú, még aktívan kutató és praktizáló orvosokból álló néhány fős csapata adminisztratív mulasztás folytán veszítette el a Gynevac forgalmazásának engedélyét. A Magyarország Európai Unióhoz való csatlakozása előtt törzskönyvezett gyógyszerek forgalomba hozatali engedélyének meghosszabbításának feltétele az uniós szabályoknak megfelelő új típusú dokumentáció benyújtása volt. A 2006-os határidőhöz kötött, egyszerűsített áttörzskönyvezési eljárás során az OGYÉI elfogadta a korábbi törzskönyvi engedélyeztetési eljárás alkalmával beadott klinikai vizsgálati eredményeket, a dokumentáció főleg adminisztratív többletlépést jelentett. A határidő leteltével a kibővített eljárás útja maradt nyitva, melynek során a klinikai vizsgálatok uniós előírások szerinti megismétlése vált szükségessé a törzskönyvi engedély megújításához. A Vakcina Kft. az áttörzskönyvezés egyik lehetőségével sem élt, részben adminisztratív mulasztás (egyszerűsített forma), részben pedig a pénzügyi keretek szűkössége (kibővített forma) miatt.
2005-ben egy ugyanebben az évben, Svájcban alapított gyógyszerforgalmazó részvénytársaság, az Amvac AG vásárolta meg a Gynevac licencét, két további, kezdeti fejlesztési stádiumban lévő vakcina-jelöltével együtt. Az állandó tőkehiánnyal küszködő, csőd szélén álló vállalkozásnak 2012-ig nem sikerült érdemi előrelépést tenni a vakcinák továbbfejlesztése és forgalombahozatala terén. 2012-től kezdve a társaság értékpapírcsalásba bonyolódott: papírjainak kereskedelmével két olyan brókercéget bízott meg, melyek ügynökei a kéretlen telefonhívások útján megkeresett kisbefektetőkkel hamis információkat közöltek a cég pénzügyi helyzetéről, termékeinek fejlettségi állapotáról. A befektetett összeg 60%-át is elérő jutalékukról az ügyfelek nem kaptak tájékoztatást. 2015-ig folytatódó tevékenységük alatt a csaknem 1500 megtévesztett befektető becslések szerint összesen 55 millió svájci frankot veszített el. 2016-ban a gyógyszerforgalmazó cég csődbement; Zug Kanton Állami Ügyészsége a gyógyszercég és a két brókerügynökség több vezetője ellen üzletszerűen elkövetett csalás, üzletszerűen elkövetett uzsora-bűncselekmény és többrendbeli okirathamisítás bűntette miatt indított eljárást. A gyógyszercég ügyvezető igazgatónője ellen 7 év szabadságvesztés kiszabását indítványozta az ügyészség; az alacsonyabbrendű vádlottak esetében 4-5 év szabadságvesztést indítványozott. Zug büntetőbírósága 2022 augusztusi elsőfokú ítéletében üzletszerűen elkövetett csalás és okirathamisítás vádpontban bűnösnek találta, és 6,5 év szabadságvesztésre ítélte az elsőrendű vádlottat. A letöltendő szabadságvesztés időtartamába 80 nap előzetes letartóztatást beszámítanak. Az üzletasszonynál több mint kétmillió frank értékű jogtalan haszonszerzést állapított meg a bíróság. A rendőrség által az eljárás korábbi szakaszában lefoglalt vagyontárgyak (köztük három luxusautó százötvenezer frank értékben), valamint a bíróság által elidegenítési tilalom alá helyezett ingatlanok (ezek között egy 1,1 millió frank értékben átépített „Tulipán-Villa”) egy része elkobzásra kerül. Az egyik brókercég vezetőjét, akinél egymillió frank jogtalan haszonszerzést állapítottak meg, 4,5 év letöldenő szabadságvesztésre ítélték elsőfokon. Két további vádlottat üzletszerűen elkövetett csalásban való bűnrészesség miatt 2-2 év felfüggesztett szabadságvesztésre ítélt az elsőfokú bíróság.
Körülbelül 2015 óta a Gynatren vakcinával való folyamatos ellátás sem biztosított, rendszeresek a több hónapos-éves termelésleállások. Az legutóbbi hosszasabb gyógyszerhiány 2020 márciusától 2022 júliusáig tartott. A leállás oka a Strathmann GmbH jelentése szerint: a cég Dermapharm AG általi akvizícióját követő döntés a gyártás áthelyezésére. A korábbi gyártó, a Biokirch GmbH gyógyszer bérgyártással, analitikával és bércsomagolással foglalkozó vállalat seevetali üzeméből egy újabb gyártási szolgáltatásokat nyújtó cég termelőkapacitásaiba költözött a Gynatren előállítása. Az oltóanyagok ampullákba töltését végző vállalatok, valamint az oltóanyagok minőségbiztosításával foglalkozó vizsgálólaborok a Covid19-világjárvány óta a koronavírus-betegség elleni oltóanyagokat részesítik előnyben; az ellátásbiztonság javítása érdekében a Dermapharm AG tervezi a külső szolgáltató partnerek megbízása helyett saját termelőegység kialakítását, ez azonban egy igen komplex és hosszadalmas folyamat.
A szerb gyártmányú Lactovakcina-Torlak ma már ugyancsak nem elérhető piaci forgalomban. A vakcina gyártása valamikor 2009 és napjaink között szűnt meg; a Szputnyik V Covid19-vakcina gyártását végző Torlak Virológiai Intézet nem közölte, hogy tervezi-e a laktobacillus vakcina újbóli gyártását.

## A médiában
A laktobacillus vakcinák relatív ismeretlensége, a Gynevac forgalmazásának megszűnése, valamint a Gynatrennel való ellátás lassan egy évtizede tartó akadozása nehéz helyzetbe hozta a laktobacillus vakcinát alkalmazó orvosokat és betegeiket. A gyógyultak egy része időről időre emlékeztető oltásra szorul, a gyógyszerre váró új betegek évekig hatástalan terápiákra vannak utalva, vagy rosszabb feltételekkel vállalkoznak terhességre. Lázár Erika alapítványt hozott létre (A család boldogságáért 2002 alapítvány), melynek céljai között szerepel a laktobacillus védőoltásokkal kapcsolatos kutatások támogatása és az ismeretterjesztés. Feladatául tűzte ki mind a nagyközönség, mind a szakmai-döntéshozói körök tájékoztatását a reproduktív népegészség negatív alakulásáról és annak demográfiai hatásáról, a laktobacillus vakcinák működési elvéről, alkalmazási területeiről, az alkalmazás módjáról és eredményességéről. Végső célként szerepel annak előmozdítása, hogy a Gynevac gyártása újrainduhasson valamilyen komoly szándékú és megfelelő tudományos háttérrel rendelkező vállalkozás gondozásában. Az alapítvány közreműködésével 2017-ben egy könyv (B. Király Györgyi: A Gynevac tündöklése és bukása?) és 2018-ban egy rövid dokumentumfilm (Gynevac bébik) készült el. A könyvvel azonos nevű csoport jött létre a közösségi médiában, mely a Gynevac támogatóit, az egykori és új betegeket egyesíti.

## Kutatás

### Alkalmazása krónikus prosztatagyulladásban
A prosztata mikroflórájának szerepe a krónikus prosztatagyulladás kialakulásában az elmúlt évtizedekben került felismerésre. Az akut és krónikus betegek prosztataváladékában és a szeminális folyadékban magasabb csíraszámban és eltérő faji összetételben fordulnak elő mikroorganizmusok; az eubiózis helyreállítása terápiás célként szerepel. A laktobacillus vakcinákat a női urogenitális rendszer diszbiózisának gyógyítására fejlesztették ki, mely mutat bizonyos hasonlóságokat a férfi urogenitális traktus e rendellenességével. Férfiakban eubiotikus körülmények között főleg corynebacteriumokat, laktobacillusokat, koaguláz-negatív staphylococcusokat, micrococcusokat és streptococcusokat találunk a szeminális folyadékban. Krónikus prosztatagyulladásban ugyanezen nemzetségek részben más fajai, megváltozott arányban fordulnak elő; ezenkívül megtalálhatók olyan fajok, melyek egészséges egyénekben nem kimutathatók: ilyenek az Escherichia coli, az Enterobacter nemzetségbe tartozó fajok, az Enterococcus faecalis, a Staphylococcus aureus, B csoportú streptococcusok és a Gardnerella vaginalis. A hüvelyben ezzel szemben sokkal nagyobb koncentrációban és kevésbé változatos a faji összetételben találunk mikroorganizmusokat: egészséges körülmények között a laktobacillusok alkotják az egyetlen domináns nemzetséget. Bakteriális vaginózisban (más szóval anaerob hüvelyfertőzésben) a Gardnerella, Atopobium, Prevotella, Peptostreptococcus, Mobiluncus, Sneathia, Leptotrichia, Mycoplasma stb. nemzetségekbe tartozó fajok nyernek teret, míg aerob vaginitiszben aerob bélbakteriumok, mint pl. az Escherichia coli, továbbá Staphylococcus aureus, B csoportú streptococcusok és enterococcusok figyelhetők meg. Kitűnik tehát, hogy a béltraktusi eredetű aerob opportunista kórokozók mind a férfi, mind a női urogenitális szervek gyulladását kiválthatják; az anaerob kórokozók közül a G. vaginalis férfiakból és nőkből is jelentős arányban kitenyészthető a krónikus gyulladásos állapotban.
Házasságban élő párok esetében a két mikrobiom rendszeresen érintkezésbe kerül; Mändar és munkatársai megfigyelték, hogy a házas nőkben a G. vaginalis-domináns hüvelyi flóra, mely a bakteriális vaginózisra jellemző mikrobiális elváltozás, erősen korrelál a férj szeminális folyadékában mért emelkedett fehérvérsejt számmal (leukocytospermia), mely a férfi urogenitális rendszer gyulladásának markere. Mändar és munkatársai ezért a „szeminovaginális mikrobiom” kifejezést ajánlották használni a házastársak közös urogenitális mikroflórájának leírására. Wittemer és munkatársai in vitro fertilizációs kezelésen résztvevő betegeiknél megfigyelték: azokban az esetekben, ahol a nőnél diszbiózis állt fenn, de a férfi fertőzésektől mentes volt, klinikai terhesség (megtermékenyített petesejt a szervezeten kívül, „lombikban”) létrejött a párok 30,27%-ában. Amennyiben a férfi és női félnek is diszbiózisa volt, mindössze a párok 19,5%-ában jött létre klinikai terhesség. A hüvelyi fertőzésben szenvedő nőkben, amennyiben a partnernek nem volt fertőzése, a terhességek 17,6%-a spontán megszakadt. Azok a párok, melyeknek mindkét tagja bakteriális fertőzésekre pozitív kenetet produkált, 46,7%-ban veszítették el spontán a terhességet – Wittemer és munkatársai kijelentése alapján az ilyen pároknál a rendkívül rossz esélyek miatt az IVF kezelést meg kellene szakítani mindaddig, amíg mind a férfi, mind a női házasfél diszbiózisa nem gyógyult. Kjaaergard és munkatársai a férfi urogenitális rendszer gyulladásai és az idő előtti magzatburokrepedés (PPROM) kapcsolatát vizsgálták. Tizenegy magzatburokrepedést elszenvedett terhes asszony közül háromnál a férjnél leukocytospermiát állapítottak meg. A terhességi komplikációtól mentes 18 párt tartalmazó kontroll csoportjukban egyetlen férfinál sem fordult elő leukocytospermia.
Lázár a krónikus prosztatagyulladás és a krónikus (aerob és anaerob) hüvelygyulladás klinikai-mikrobiológiai kórképének hasonlósága, valamint a meddő – megfigyelése szerint sok esetben a férfi és a női félben is urogenitális gyulladásokkal küzdő – párokkal szerzett tapasztalatai alapján kezdte férfi pácienseit is oltani. Először meddő párokban a szeminovaginális diszbiózis, azaz a házasfelekben egyszerre fennálló bakteriális vaginózis és krónikus bakteriális prosztatagyulladás kezelésére alkalmazta a Gynevac laktobacillus védőoltást, mellyel lényegesen nagyobb arányban tudta sikeres terhességhez segíteni betegeit, mint a női fél kizárólagos oltásával. A férfi és női házastársat ugyanazon oltási séma szerint oltotta, ahol az alapozó oltási sorozatot, amennyiben volt rá lehetősége, a terhességet megelőzően adta, majd a fogamzás bekövetkezéséig és a terhesség alatt szükség szerint emlékeztető oltásban részesítette a párt. Lázár ezen túlmenően önállóan jelentkező férfi betegeket is oltott, amennyiben krónikus bakteriális prosztatagyulladást vagy jóindulatú prosztatamegnagyobbodást állapított meg. Egy közzétett tanulmánya szerint a férfi betegeket 5 hétig hetente 1-1 ml Gynevac-injekcióban részesítette. A kezelés befejezését 4-8 héttel követően a 127 I-II. stádiumú prostatahyperplasiás beteg 41%-a gyógyult, 37%-uk állapota javult. A 168 krónikus prosztatagyulladással kezelt betegnél ugyanezen időszakban 45%-ban tapasztalt gyógyulást, míg 36%-uk állapotában javulás állt be. Hat hónappal a kezelés végét követően a prostatahyperplasia miatt kezelt betegek 60%-a tünetmentes volt, míg a krónikus prosztatagyulladással kezeltek 70%-a. Ez a gyakorlata a laktobacillus vakcinák off-label felhasználását jelenti; a vakcinák ma még nem rendelkeznek hivatalos terápiás indikációval a férfi urogenitális rendszer diszbiózisának, gyulladásainak kezelésére.

### A hatásmechanizmus alternatív elmélete
A laktobacillus vakcinák kifejlesztése a klinikai hatásosság szempontjai alapján, empirikus módon történt, és a hatásmechanizmusukban szereplő sejtszintű immunológiai folyamatok azóta sem lettek teljes bizonyossággal tisztázva. Mario Goisis, a Lodi Nagykórház Szülészeti-Nőgyógyászati Osztályának osztályvezető főorvosa az 1983. szeptember 15-16-án La Sarrazban és Bázelben mergrendezett „Vaginális infekciók immunterápiája” című konferencián a tudományos konszenzussal részben szembemenő, alternatív elméletet terjesztett elő a laktobacillus vakcinák hatásmechanizmusát illetően. Mai ismereteink szerint a patogén mikroorganizmusok és mikrobiális toxinok ellen nagy affinitású IgA-t, míg a természetes flórát alkotó baktériumok kordában tartására és a nyálkahártya épségének védelmére kis affinitású IgA-molekulákat alkalmaz az immunrendszer. Egészséges egyénekben a béltraktusban található természetes mikrobiális közösséget alkotó, kommenzalista baktériumok nagy része szekretoros IgA-val burkolt formában fordul elő. Ennek eredménye azonban nem a kommenzalista bélbaktériumok immunrendszer általi eliminációja, hanem egy részben immunkizáráson, részben immuntolerancián alapuló mikrobiális homeosztázis fenntartása. A mikroorganizmusok adhéziós és inváziós faktorainak sIgA-molekulákkal történő blokkolása a lumenbe, illetve a nyákrétegbe korlátozza azok előfordulását, így csökkentve az epithelrétegen való átjutás lehetőségét (immunkizárás). A kis affintású sIgA-mikroba immunkomplexek immunsejtek általi felismerése a tolerancia irányába polarizálja a kialakuló immunreakciót. Az immunkomplexben kötött mikrobát szállító dendritikus sejtek (tolerogenikus DCk) – a szabad állapotú baktériumot felvettekkel ellentétben – leszabályozzák a felismerő T-sejtekre ható stimulációs sejtfelszíni molekuláik és a proinflammatorikus citokinek kifejeződését (immuntolerancia). A béltraktushoz hasonlóan a női alsó genitális traktus szekrétumaiban is előfordulnak a helyi kommenzalista baktériumflóra képviselőire, a laktobacillusokra fajlagos természetes ellenanyagok. Tooli és munkatársai megfigyelték, hogy egészséges, urogenitális fertőzésektől nem szenvedő nőkben ezeknek az ellenanyagoknak a szintje magasabb, mint azokban a nőkben akiknek kórtörténetében urogenitális infekciók szerepelnek. Alvarez-Olmos és munkatársai négyszer magasabb IgG- és háromszor magasabb IgA ellenanyagkoncentrációról számoltak be a (hüvelyi egészséggel korreláló) hidrogén-peroxid-termelő laktobacillus törzsek által kolonizált nők hüvelyváladékában, összehasonlítva a H2O2-termelő törzseket nem hordozó nőkben mért koncentrációval. Goisis feltételezte, hogy a laktobacillus védőoltások lényegi hatása az immunrendszer és a laktobacillusok közötti homeosztázis helyreállítása a szekretoros IgA-termelés fokozásával. A homeosztázis felbomlását – a gazdaszervezet esetleges immundefektusa mellett – olyan hüvelyi kórokozók jelenlétének tulajdonította, melyek szialidáz enzim termelésükkel képesek a sIgA-molekulák fokozatos deszialilációjára és végül proteolitikus bontására. A hüvely védelmi rendszerének erre a defektusára a Gardnerella vaginalis által termelt cytolysinre, a vaginolysinre fajlagos elleanyagok hiánya krónikus hüvelyi fertőzésekben vetett először fényt.

### Összehasonlítás autovakcinákkal
Bár az antibiotikus terápia minden más módszernél hatékonyabb az akut fertőzések gyógyításában, a betegek egy kisebb hányadában nem eredményez tartós gyógyulást. A krónikusan visszatérő vagy szubakut perzisztáló gyulladásokban szenvedők – akik hosszútávú preventív, vagy rendszeresen ismétlődő kuratív antibiotikum kezelésben részesülnek – tapasztalják a legtöbb mellékhatást és tartós ártalmat, illetve ezekben a betegekben fejlődik ki az antibiotikum-rezisztenciák jelentős része. Weyrauch és munkatársai már 1957-ben előrejelezték ezt a problémát: a húgyúti infekciók vakcinálással történő gyógyításáról szóló tanulmányukban az elölt Escherichia coli-tartalmú autovakcinával immunizált 16 nyúlból 12 védettséget vagy részleges védettséget szerzett az intravénásan bejuttatott uropatogénekkel kísérletesen előidézett pyelonephritis ellen. Ezzel szemben a nem vakcinált, de tetraciklinnel profilaktikusan kezelt nyulak mindegyike ellenállt a pyelonephritist okozó fertőzésnek. A szerzők megállapították, hogy a profilaktikusan alkalmazott antibiotikum eredményesebb az autogén eredetű E. coli-törzsekkel történő immunizációnál, egyúttal intettek az antibiotikumok kizárólagos és válogatás nélküli alkalmazása ellen. Ennek ellenére az autovakcinák és más mikrobiális immunterápiák a második világháború után lassanként szinte teljesen feledésbe merültek.
Sigrid Tapken és Rainer Schmidt mutatott rá arra, hogy a laktobacillus vakcinákat nőgyógyászati autovakcinákkal (pl. GynVaccine) összehasonlító egyetlen tanulmány sem készült. Az utóbbi megközelítés során a beteg hüvelyéből kitenyésztett elölt kórokozókból (pl. E. coli, Enterococcus faecalis, Gardnerella vaginalis, Candida fajok) készült oltóanyaggal történik az immunizálás. Az egyedi vakcina előállításával járó többletköltségek a beteget terhelik (a GynVaccine kezelés ára kb. háromszoros a Gynatren kezeléshez képest). Ma a krónikus, antibiotikummal tartósan nem gyógyítható betegek és kezelőorvosaik szinte támpont nélkül, kevés és elavult tanulmány birtokában hozzák meg a terápiás döntést.

## Fordítás
- Ez a szócikk részben vagy egészben  a   Lactobacillus vaccine című angol Wikipédia-szócikk ezen változatának fordításán alapul.  Az eredeti cikk szerkesztőit annak laptörténete sorolja fel. Ez a jelzés csupán a megfogalmazás eredetét és a szerzői jogokat jelzi, nem szolgál a cikkben szereplő információk forrásmegjelöléseként.